# Kaminak Lake
Kaminak Lake är en sjö i Kanada.   Den ligger i territoriet Nunavut, i den centrala delen av landet, 2 200 km nordväst om huvudstaden Ottawa. Kaminak Lake ligger 53 meter över havet. Arean är 600 kvadratkilometer.
Trakten runt Kaminak Lake består i huvudsak av gräsmarker. Trakten runt Kaminak Lake är nära nog obefolkad, med mindre än två invånare per kvadratkilometer.